# Crithagra canicapilla
Crithagra canicapilla (щедрик західний) — вид горобцеподібних птахів родини в'юркових (Fringillidae). Мешкає в Західній і Центральній Африці. Раніше вважався підвидом строкатоголового щедрика.

## Підвиди
Виділяють три підвиди:
- C. c. canicapilla (Du Bus de Gisignies, 1855) — від Гвінеї, Сьєрра-Леоне і півдня Малі до північного Камеруну;
- C. c. elgonensis (Ogilvie-Grant, 1912) — від південного Чаду до Південного Судану, західної Кенії і півночі ДР Конго;
- C. c. montanorum (Bannerman, 1923) — від східної Нігерії до центрального Камеруну.

## Поширення і екологія
Західні щедрики мешкають в Сьєрра-Леоне, Гвінеї, Малі, Кот-д'Івуарі, Буркіна-Фасо, Гані, Того, Беніні, Нігері, Нігерії, Чаді, Центральноафриканській Республіці, Південному Судані, Демократичній Республіки Конго, Уганді і Кенії. Вони живуть в саванах, сухих тропічних лісах, рідколіссях і чагарникових заростях, на полях, плантаціях, пасовищах і в садах. Зустрічаються парами або невеликими зграйками, на висоті до 2100 м над рівнем моря. Живляться переважно насінням.